# HOT GIRLS
「HOT GIRLS」（ホットガールズ）は、2015年4月29日に発売されたLa PomPonの2枚目のシングル。

## 解説
メジャーデビュー2作目となるシングル。2015年2月1日に東京青海のヴィーナスフォートで行われたデビューイベントにて発売が発表された。表題曲は一歩を踏み出せない女の子へ「もっと大胆でポジティブな女の子「HOT GIRL」を目指そうよ!」といった、女の子に向けての応援歌。メンバーの衣装も、童話「小人のクツ屋」のように陰ながらもテキパキと女の子を応援するポンポン星の妖精をイメージし、メンバーカラーに合わせたカラフルなポンポン衣装となっている。日本テレビ系『今夜くらべてみました』およびチバテレビ『MUSIC LAUNCHER』4月度、テレビ金沢『となりのテレ金ちゃん』エンディング・テーマ。全員にソロパートがある
カップリング「恋はずーく☆ダンス」はNHK Eテレ『ビットワールド』内「秘密結社鷹の爪 DO」エンディングテーマ。「Step by Step 〜ろっぽんぎで頑張るワタシタチ〜」ではリーダーのYUKINOが作詞に挑戦している。
カップリングの作詞者Maquita Grande Negroは大黒摩季のペンネーム。

## 収録曲
初回版CD
1. HOT GIRLS
作詞：下地悠、作曲・編曲：DerMu
2. 恋はずーく☆ダンス
作詞：Maquita Grande Negro　作曲・編曲：SHIBU
3. HOT GIRLS （Instrumental）
4. 恋はずーく☆ダンス（Instrumental）

通常盤
1. HOT GIRLS
作詞：下地悠、作曲・編曲：DerMu
2. Step by Step 〜ろっぽんぎで頑張るワタシタチ〜
作詞：YUKINO・T.ぽんたろう、作曲：JYONGRI・Shinya Kitamura、編曲：Shinya Kitamura・Makoto Nishijima
3. HOT GIRLS （Instrumental）
4. Step by Step 〜ろっぽんぎで頑張るワタシタチ〜（Instrumental）